# Landschaftsschutzgebiet Hasper Talsperre

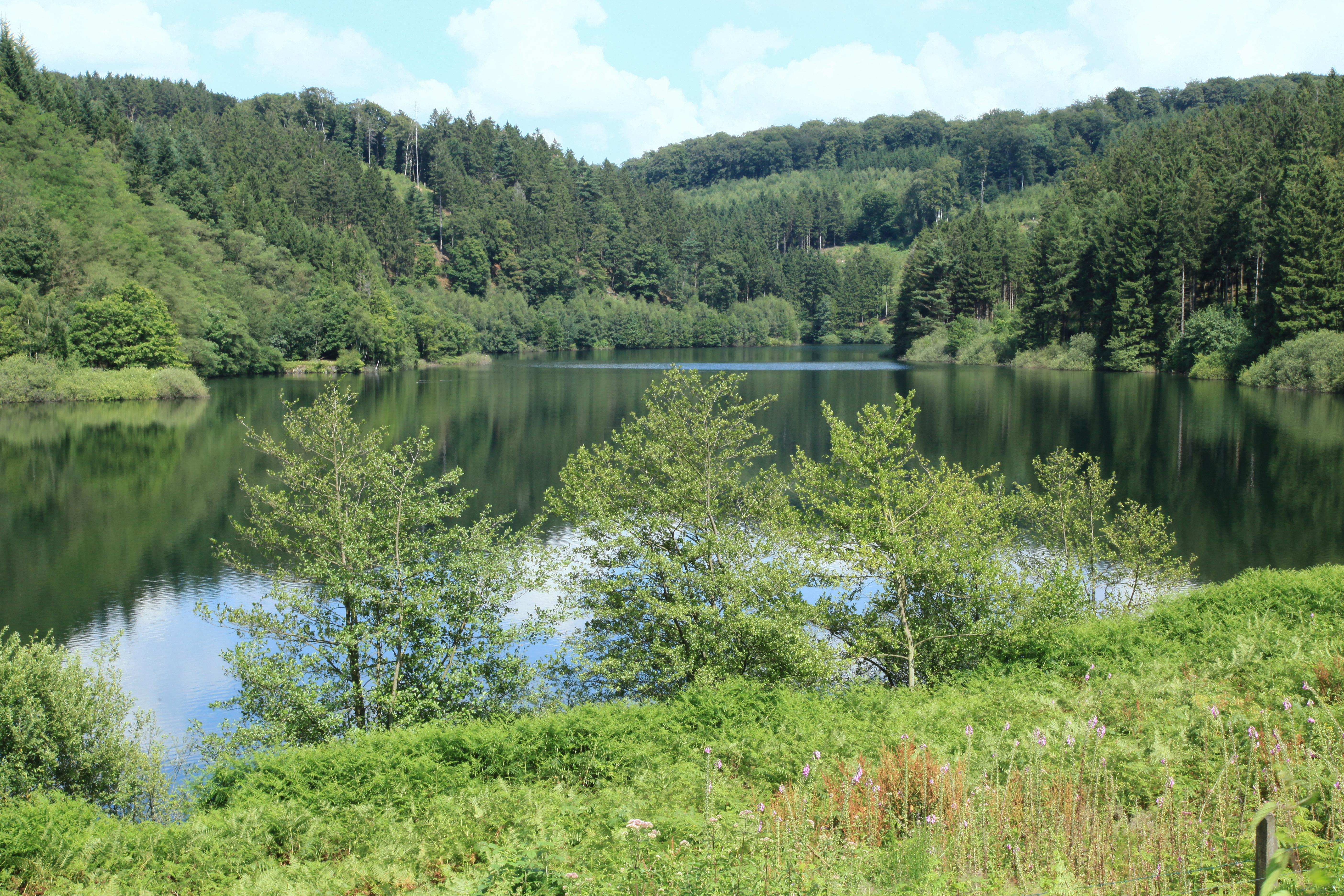
Landschaftsschutzgebiet Hasper Talsperre

Das Landschaftsschutzgebiet Hasper Talsperre mit einer Flächengröße von 216,16 ha befindet sich auf dem Gebiet der kreisfreien Stadt Hagen in Nordrhein-Westfalen. Das Landschaftsschutzgebiet (LSG) wurde 1994 mit dem Landschaftsplan der Stadt Hagen vom Stadtrat von Hagen ausgewiesen.

## Beschreibung
Das LSG besteht aus einer großen Hauptfläche und drei kleineren Teilflächen im Osten. Das Naturschutzgebiet Hasper Bach trennt diese Flächen von der Hauptfläche. Im Westen und Süden liegen Waldbereiche der Stadt Ennepetal. Im Norden grenzt das Landschaftsschutzgebiet Kettelberg und Hof Wahl ans LSG. Im Osten liegt das Landschaftsschutzgebiet Breckerfeld im Stadtgebiet von Breckerfeld.
Im LSG liegen die Hasper Talsperre und Waldumgebung mit Bachläufen und stillgelegter Steinbruchbereiche.

## Schutzzweck
Laut Landschaftsplan erfolgte die Ausweisung „zur Erhaltung und Wiederherstellung der Leistungsfähigkeit des Naturhaushaltes, insbesondere durch Sicherung der Rohwasserqualität für die Trinkwassergewinnung der Hasper Talsperre, wegen der Vielfalt, Eigenart und Schönheit des Landschaftsbildes, insbesondere der Bachläufe und Steinbruchbereiche und wegen der besonderen Bedeutung des Waldgebietes für die auf Naturerlebnis ausgerichteten Erholungsnutzung“.